# 서일본 차체 공업
서일본 차체 공업(일본어: 西日本車体工業, 영어: Nishi-nippon Shatai Kogyo Co.,Ltd.)는 일본의 자동차 메이커로 1946년에 설립해 2011년까지 버스 차체를 제작했다. 서일본 철도의 자회사로 NSK 또는 서공(일본어: 西工)으로 불린다.

## 역사
1946년 야와타시 (현, 기타큐슈시 야하타히가시구)에 차체 공장이 설립되었다. 1947년에 최초로 트랙터 차체인 180형을 생산해 닛산 자동차에 납품했다. 1949년에 대형 트레일러 버스를 생산했다. 1952년에 최초로 리어 엔진 사양인 민세이 BR325형을 생산했다. 1953년 오구라시 (현, 기타큐슈시 고쿠라키타구)에 공장을 이전했다. 1954년에 모노코크 차체를 생산하기 시작하면서 미쓰비시후소트럭 버스, 히노 자동차에 납품했다. 1955년에 풀모델 체인지와 동시에 이스즈 자동차에 납품하면서 4사의 차체를 제작한 회사가 되었다. 1957년에 오사카시에 영업소를 개설했다. 1958년에 와타나베 자동차 공업을 인수했다. 1966년에 풀모델 체인지로 42MC형이 출시되었다. 1978년에 풀모델 체인지로 53MC형이 출시되었다.
1980년에 최초로 HD급 사양 생산을 시작으로 1981년에 최초로 중형차 사양을 제작하기 시작했다. 1983년에 풀모델 체인지로 58MC형이 출시했고 해산될 때까지 이어졌다. 1986년에 SD급 사양인 SD-I형, SD-II형을 제작했다. 1992년에 C형, SD형 모델에 한해 풀모델 체인지로 92MC형이 출시되었다. 1996년에 B형, E형 모델에 한해 풀모델 체인지로 96MC형이 출시되었다. 2002년에 후지중공업 (현, 스바루) 버스 차체 생산이 중단되면서 닛산 디젤 (현, UD트럭)은 전 차량의 차체를 서일본 차체 공업으로 단일화되었다. 2005년에 B형, E형 모델에 한해 마이너 체인지가 이루어졌다. 2007년에 닛산 디젤 (현, UD트럭), 미쓰비시후소트럭 버스와 상호간 OEM 공급이 시작되었다. 2010년 3월에 수주가 중단되었고 같은 해 10월에 회사 해산과 동시에 2011년 3월에 최종 청산되었다.

## 사진

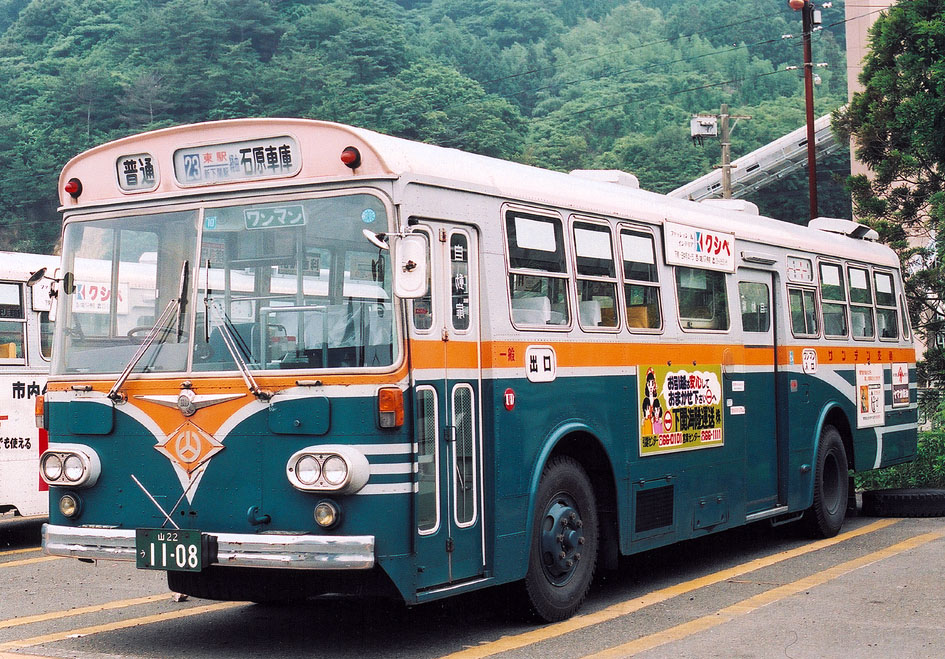
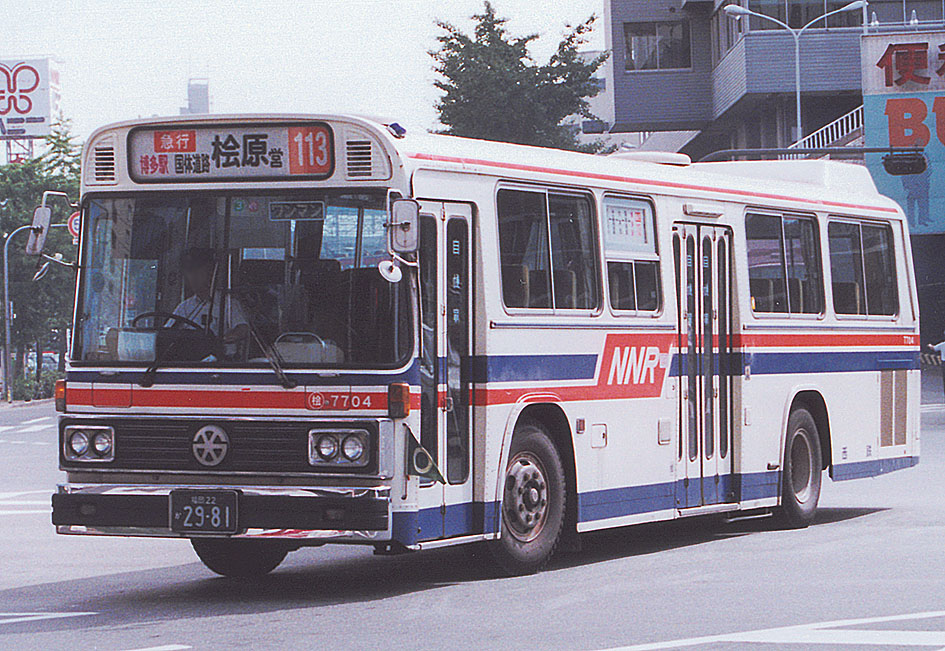
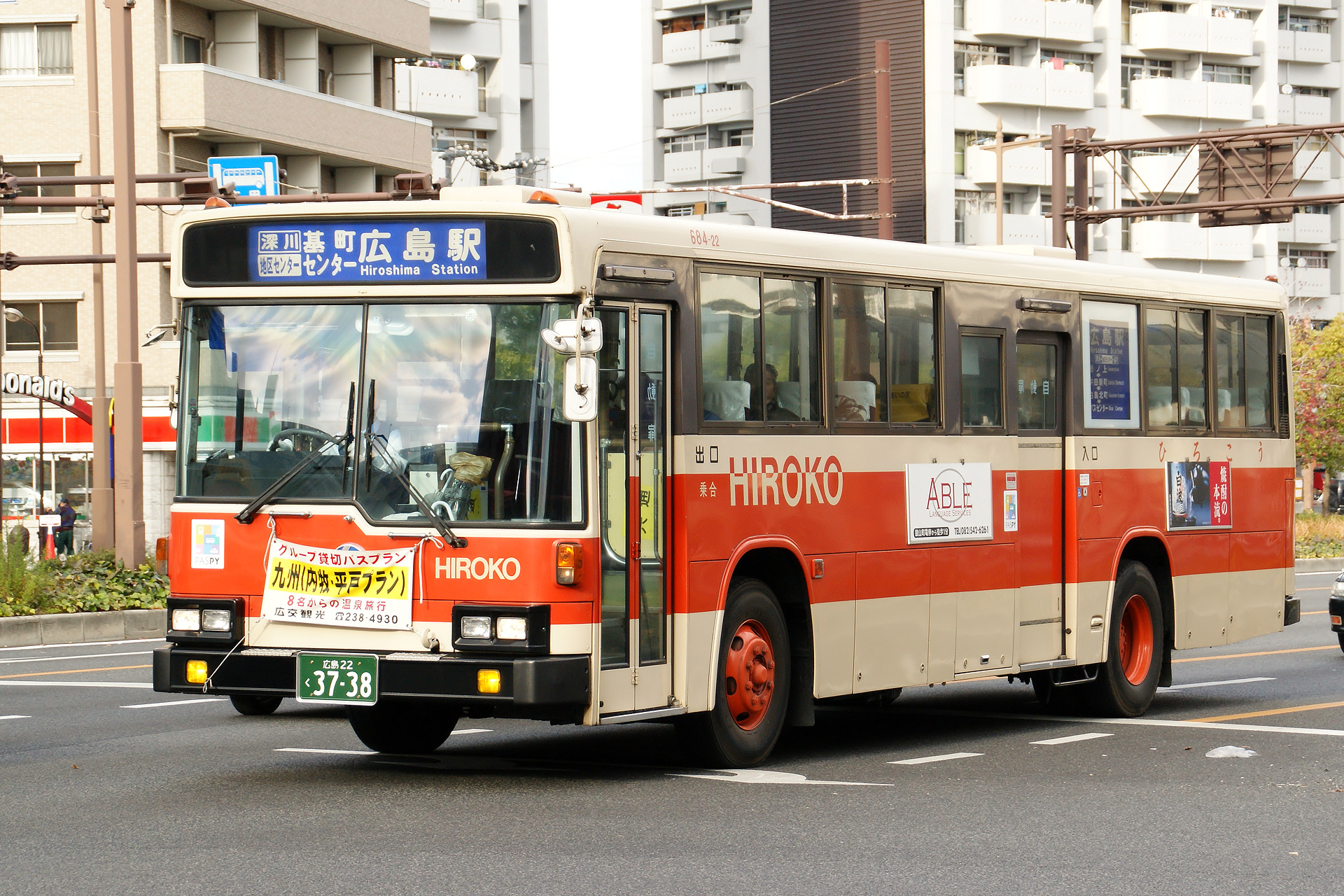
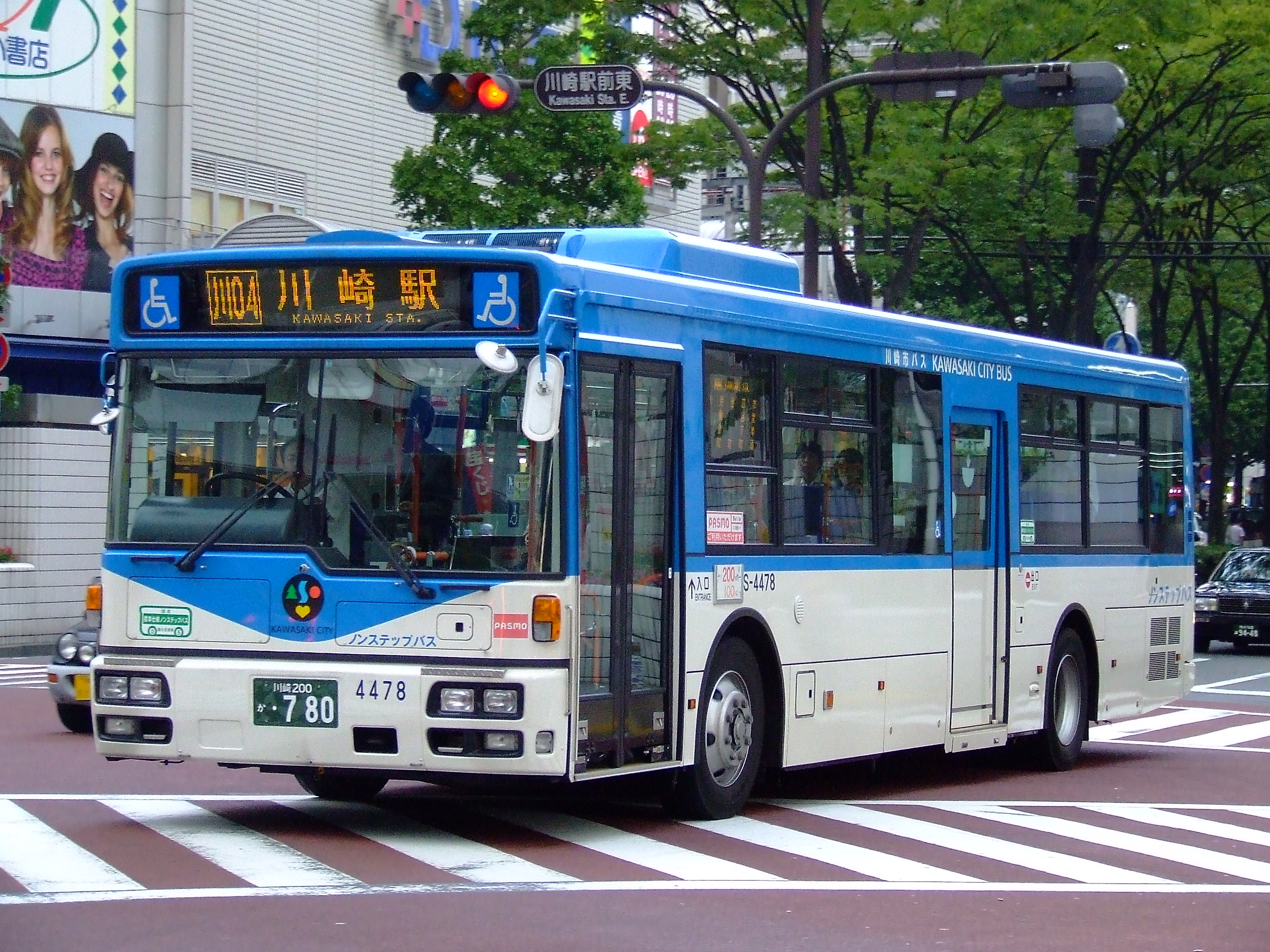
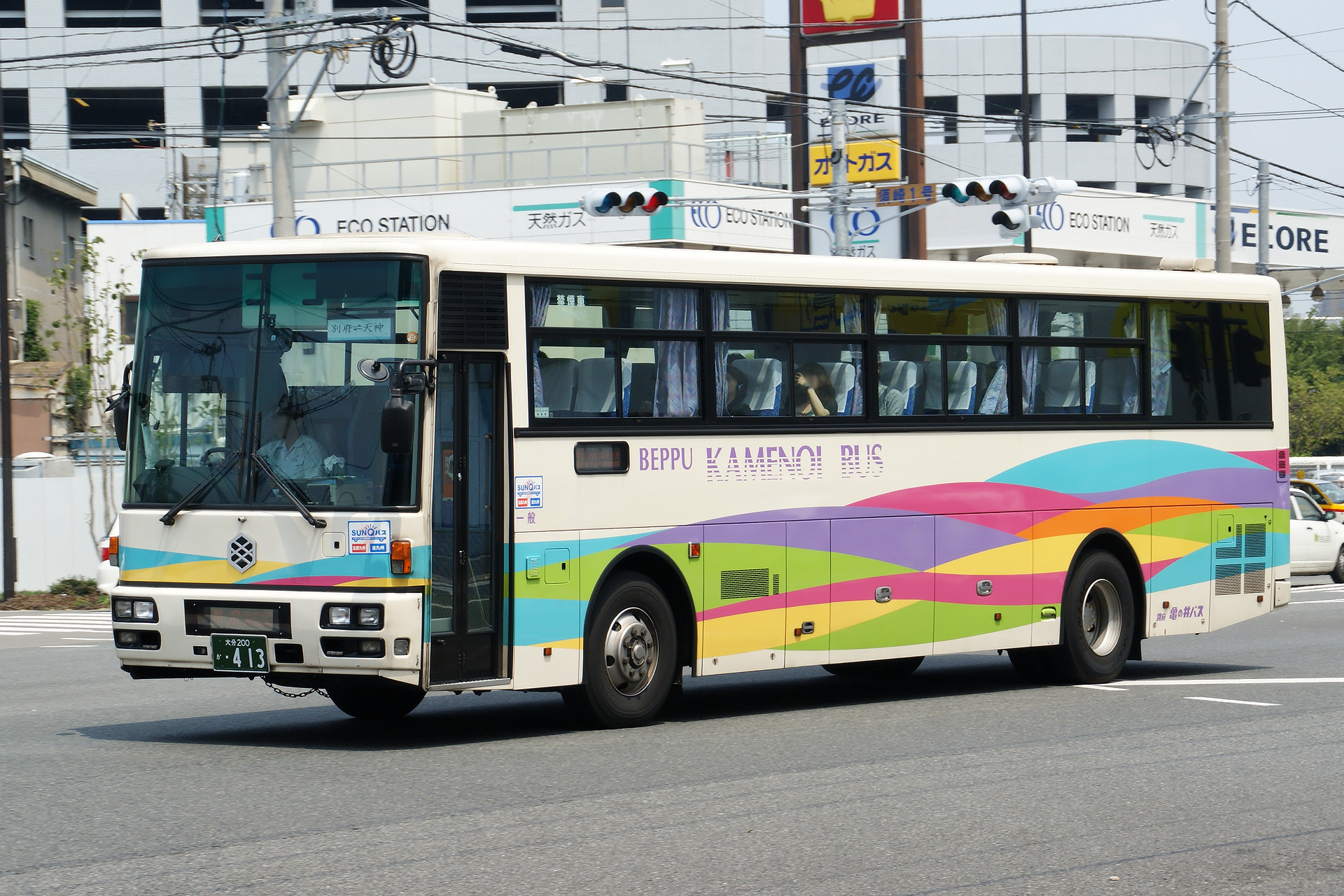
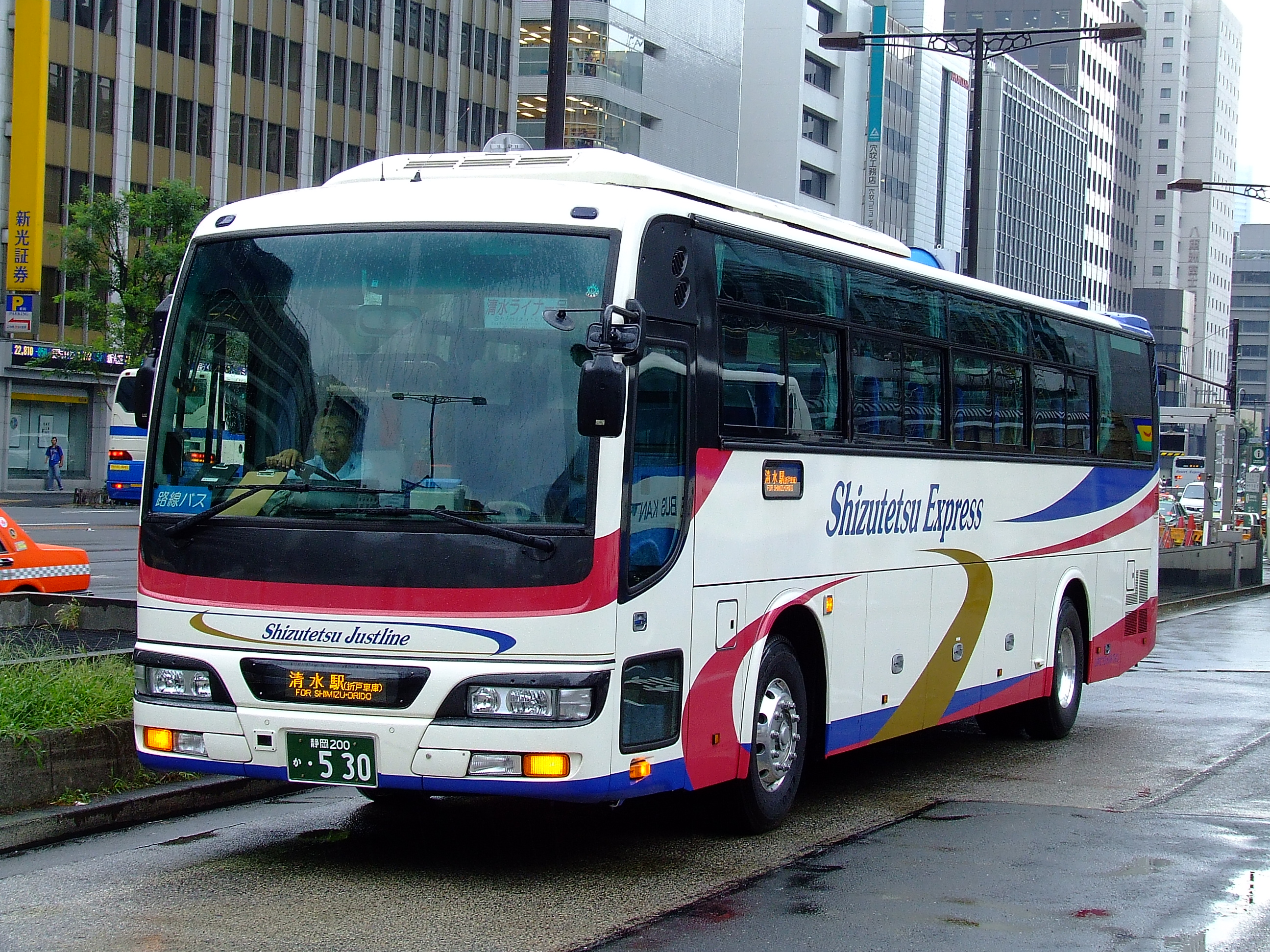
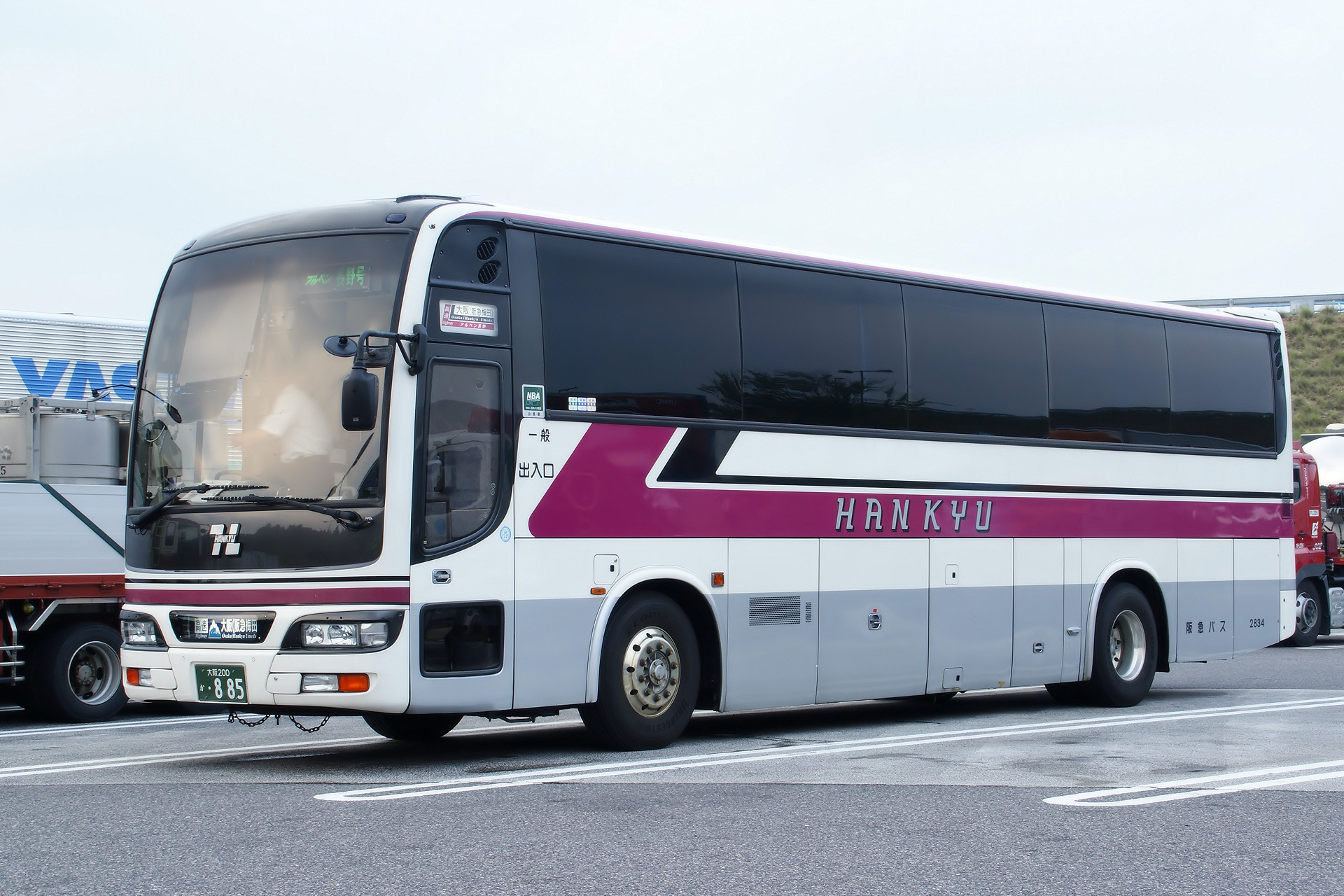

## 생산 차종

### 과거 생산차종
- B형
  - 42MC형
  - 53MC형
  - 58MC형
  - 96MC형

- E형
- S형
- C형
- SD형
- 엘프 UT